# Endolophia aequifascialis
Endolophia aequifascialis är en fjärilsart som beskrevs av Hans Zerny 1917. Endolophia aequifascialis ingår i släktet Endolophia och familjen Crambidae. Inga underarter finns listade i Catalogue of Life.